# Laura Alvini
Laura Augusta Alvini ou Laura Alvini (14 juillet 1946 à Milan - 15 janvier 2005 dans la même ville) est une claveciniste, pianiste et enseignante italienne.                        

## Biographie
Elle étudie le piano et le clavecin au Conservatoire Giuseppe Verdi de Milan, avant de poursuivre ses études au conservatoire Tchaïkovski de Moscou et au Conservatoire national supérieur de musique et de danse de Paris. 
Elle donne naissance à Federico Ferrari le 15 septembre 1969. 
Elle figure parmi les pionniers dans l’introduction de la musique baroque en Italie et dans la promotion d’une utilisation volontariste des instruments de musique originaux dans l’interprétation. Dès les années soixante-dix, sa collaboration avec les plus grands musiciens européens contribue à élever l'attention du système musical italien sur les thèmes d'une pratique interprétative capable de combiner sensibilité musicale et précision philologique . 
Ses interprétations du répertoire de clavecin italien et de pianoforte restent parmi les jalons de la discographie italienne du XXe siècle. Elle a enregistré de nombreux disques consacrés aux œuvres de Frescobaldi, Alessandro et Domenico Scarlatti, Bach, Händel, Cherubini, Mozart, Schumann, Mendelssohn et Rossini. En 1995 et 1999, elle remporte le "Prix international Antonio Vivaldi Disco pour musique ancienne" de la Fondation Giorgio Cini à Venise. À la Fondation, elle a dirigé les séminaires de musique ancienne Egida Sartori. 
Elle publie également la première édition critique des Essercizi per gravicembalo de Domenico Scarlatti. 
Elle enseigne la musique d'ensemble pour instruments anciens au conservatoire de musique Felice Evaristo de Vérone ainsi que le clavecin, le clavicorde et la basse continue à l'École civique de musique de Milan. 
Elle fonde le groupe de Musique de chambre baroque Galimathias Musicum, avec qui elle joue et enregistre en alternative à la performance en solo. Elle intègre le groupe comme pianofortiste, avec Enrico Gatti au violon et Roberto Gini au violoncelle ; la violoniste française Odile Edouard et l'altiste espagnol Emilio Moreno se sont joints  plus tard. Elle a également été membre de l'Ensemble Concerto, un ensemble de chambre fondé et dirigé par Roberto Gini, et a également joué et enregistré avec lui. 
Elle meurt d'une maladie incurable à 58 ans. Ses cendres reposent dans une tombe du cimetière monumental de Milan. 
À Venise, à la Fondation Giorgio Cini, les séminaires de musique ancienne qu'elle a dirigés sont cosignés, jusque-là consacrés uniquement à la créatrice Egida Sartori. 
Le 15 mai 2007, son fils Federico Ferrari dépose au Conservatoire de musique de Parme Arrigo Boito sept instruments anciens ayant appartenu à sa mère : quatre pianos, deux clavecins et un clavicorde. C'est ainsi que la collection Laura Alvini est créée. Le même conservatoire dédie une salle de classe à la musicienne milanaise.

## Publication
- Jane Clark, « La portée de l’influence andalouse chez Scarlatti », dans Miguel Alonso-Gomez, Laura Alvini, Eveline Andrani et al., Domenico Scarlatti : 13 recherches à l'occasion du tricentenaire de la naissance de Domenico Scarlatti célébré à Nice lors des Premières Rencontres Internationales de Musique Ancienne : Actes du colloque international de Nice 1985, Nice, Société de Musique Ancienne de Nice, coll. « Cahiers de la Société de musique ancienne de Nice » (no 1), 1986, 127 p. (ISBN 290613600X, OCLC 496060217), p. 66–67